# Teatro López de Ayala (Badajoz)
El Teatro López de Ayala es un teatro de la ciudad de Badajoz (España), situado en la Plaza Minayo, próxima a la Plaza de San Atón, junto al Hospital Provincial de San Sebastián y la Iglesia de San Juan.
Lleva más de cuarenta años con ediciones de teatro internacional.
Tras la reinauguración del teatro en mayo de 1993, en 1994, y bajo la dirección y gerencia de Francisco Muñoz, se crea el Consorcio Teatro López de Ayala. Los patronos que integran este Consorcio son cuatro instituciones regionales, Junta de Extremadura, Ayuntamiento de Badajoz, Diputación de Badajoz y Fundación Caja de Badajoz, para reactivar con financiación estable y pública las actividades y estructuras del espacio cultural.  
Tras el breve paso de Francisco Muñoz, en 1995 le releva en el cargo, el dramaturgo y escritor Miguel Murillo.   

## Historia
El teatro fue inaugurado el 30 de octubre de 1886 con la representación de la Zarzuela "El Maestro Campanone". Cuenta con un aforo de 800 localidades. Desde su apertura, acogió actuaciones de las más importantes compañías líricas y teatrales de España, aprovechando que muchas de ellas, hacían parada en la ciudad de camino a Madrid, Lisboa, Salamanca o Sevilla. Ya en el siglo XX compaginó su programación habitual con proyecciones cinematográficas, siendo, de hecho, la primera y única sala de cine de la capital pacense hasta 1910.

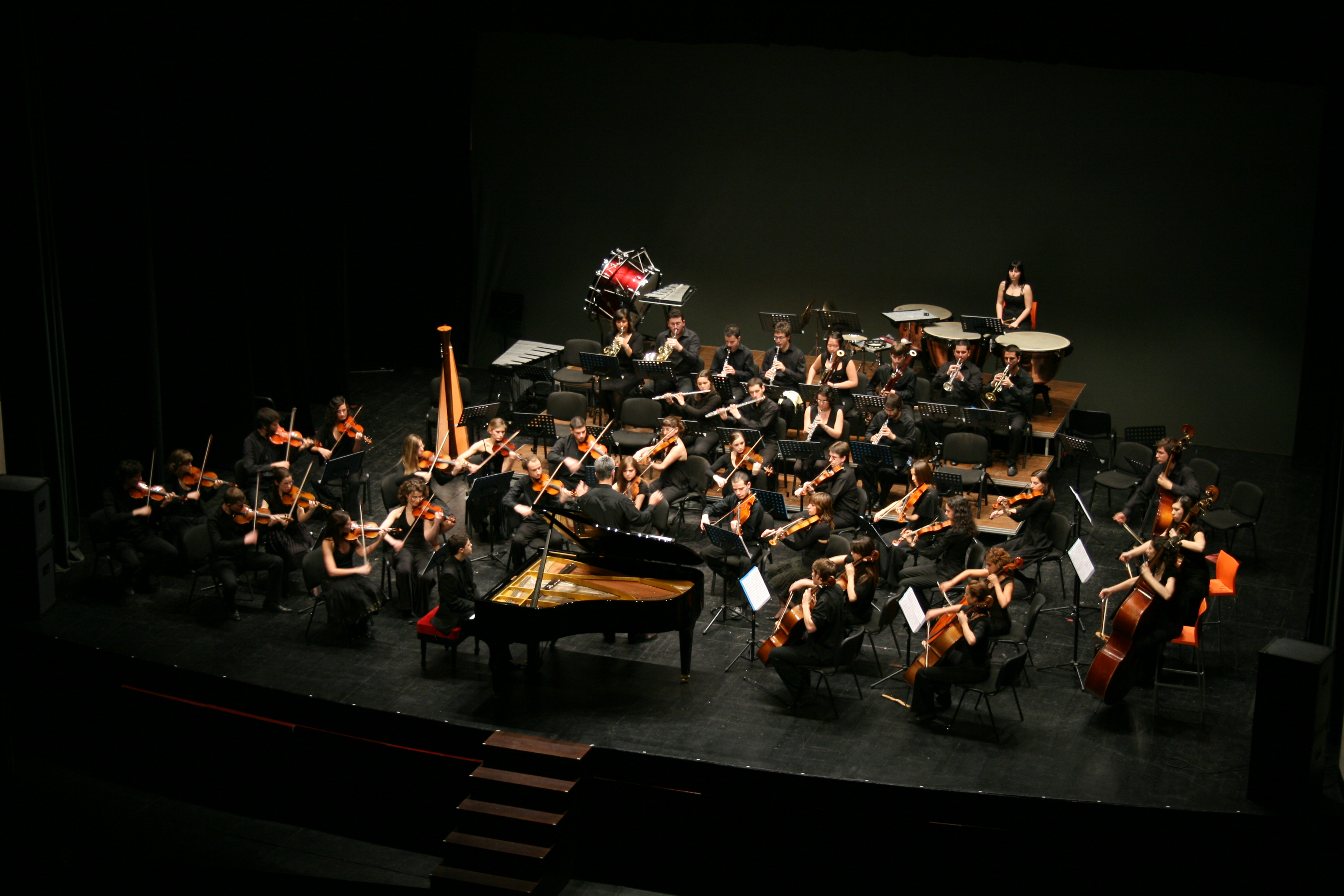
Teatro López de Ayala (Badajoz)

El 14 de agosto de 1936, recién iniciada la Guerra Civil el edificio sufrió un devastador incendio. Una vez terminada la contienda, el teatro fue rehabilitado, incluyendo una terraza de verano como principal novedad. Durante los años 40 y 50 del siglo XX la programación se centró principalmente en los estrenos cinematográficos, los espectáculos cómicos y las actuaciones de flamenco. El paso del tiempo y la falta de inversión llevaron a su cierre en 1983. El edificio se encontraba a punto de ser derribado cuando un grupo de personas del mundo de la cultura se plantaron frente a las excavadoras para evitar la demolición. La iniciativa popular fue finalmente atendida por el ayuntamiento, que paralizó las obras y adquirió el edificio para su rehabilitación. 
El edificio fue restaurado por los arquitectos Jaime Martínez y Carmen Bravo. Las obras se prolongaron durante diez años y finalmente en mayo de 1993 fue reabierto al público. Desde entonces el teatro mantiene una programación regular con aproximadamente 200 espectáculos y 100.000 espectadores de media anuales. Acoge eventos anuales como el Festival Internacional de Teatro y Danza Contemporáneos de Badajoz, Festival Ibérico de Música y el Festival Ibérico de Cine.